# Irmantas
Irmantas ist ein litauischer männlicher Vorname.

## Namensträger
- Irmantas Jarukaitis (* 1973), Europarechtler und Verwaltungsrichter
- Irmantas Zelmikas (* 1980), Fußballspieler